# Víctor Capacho
Víctor Hugo Capacho Pinto (ur. 22 lutego 1968) – kolumbijski zapaśnik w stylu klasycznym. Olimpijczyk z Seulu 1988, gdzie odpadł w eliminacjach w kategorii 48 kg.
Sześciokrotny uczestnik mistrzostwach świata, dziesiąty w 1989. Srebrny medal na igrzyskach panamerykańskich w 1991. Dwa medale na mistrzostwach panamerykańskich w 1987 i 1989. Trzeci na igrzyskach Ameryki Południowej w 1998. Srebrny medal igrzysk Ameryki Środkowej i Karaibów w 1990 i brązowy w 1998. Drugi na mistrzostwach Ameryki Centralnej w 1990. Mistrz igrzysk Pacyfiku w 1995. Złoty medal na igrzyskach boliwaryjskich w 1997 i brązowy 1989 roku.